# Adela Velikić
Pour l’article homonyme, voir Dragan Velikić.
Adela Velikić est une joueuse d'échecs serbe née le 21 décembre 1997 en Serbie. Championne de Serbie en 2017, elle a le titre de grand maître international féminin depuis 2022.
Au 1er février 2023, Adela Velikić est la deuxième joueuse serbe avec un classement Elo de 2 329 points.

## Biographie et carrière
Adela Velikić participa à la coupe d'Europe des clubs d'échecs en 2016, marquant 3 points sur 7 au quatrième échiquier de l'équipe serbe du ŠK Jelica PEP Goračići.
Adela Velikić remporta le championnat féminin de Serbie en 2017.
Elle finit à la 47e place (parmi 144 joueuses) avec 6 points sur 11 du championnat d'Europe d'échecs individuel féminin de 2018 à Vysoké Tatry.
Elle participa à quatre olympiades avec la Serbie : en 2014 (comme échiquier de réserve), en 2016 (au troisième échiquier), 2018 (au troisième échiquier) et 2022 (au quatrième échiquier). L'équipe féminine de Serbie finit treizième de la compétition en 2016 et 2022.
Adela Velikić fut sélectionnée aux Championnats d'Europe par équipe féminine en 2015 et 2021. Lors du championnat d'Europe par équipe de 2021, elle jouait au deuxième échiquier et l'équipe de Serbie féminine finit sixième du championnat d'Europe.